# Lygodium gracile
Lygodium gracile là một loài dương xỉ trong họ Lygodiaceae. Loài này được Baker mô tả khoa học đầu tiên năm 1888.
Danh pháp khoa học của loài này chưa được làm sáng tỏ. 